# Taonabo lineata
Taonabo lineata là một loài thực vật có hoa trong họ Pentaphylacaceae. Loài này được (DC.) Rose miêu tả khoa học đầu tiên năm 1905.